# 美国国家森林

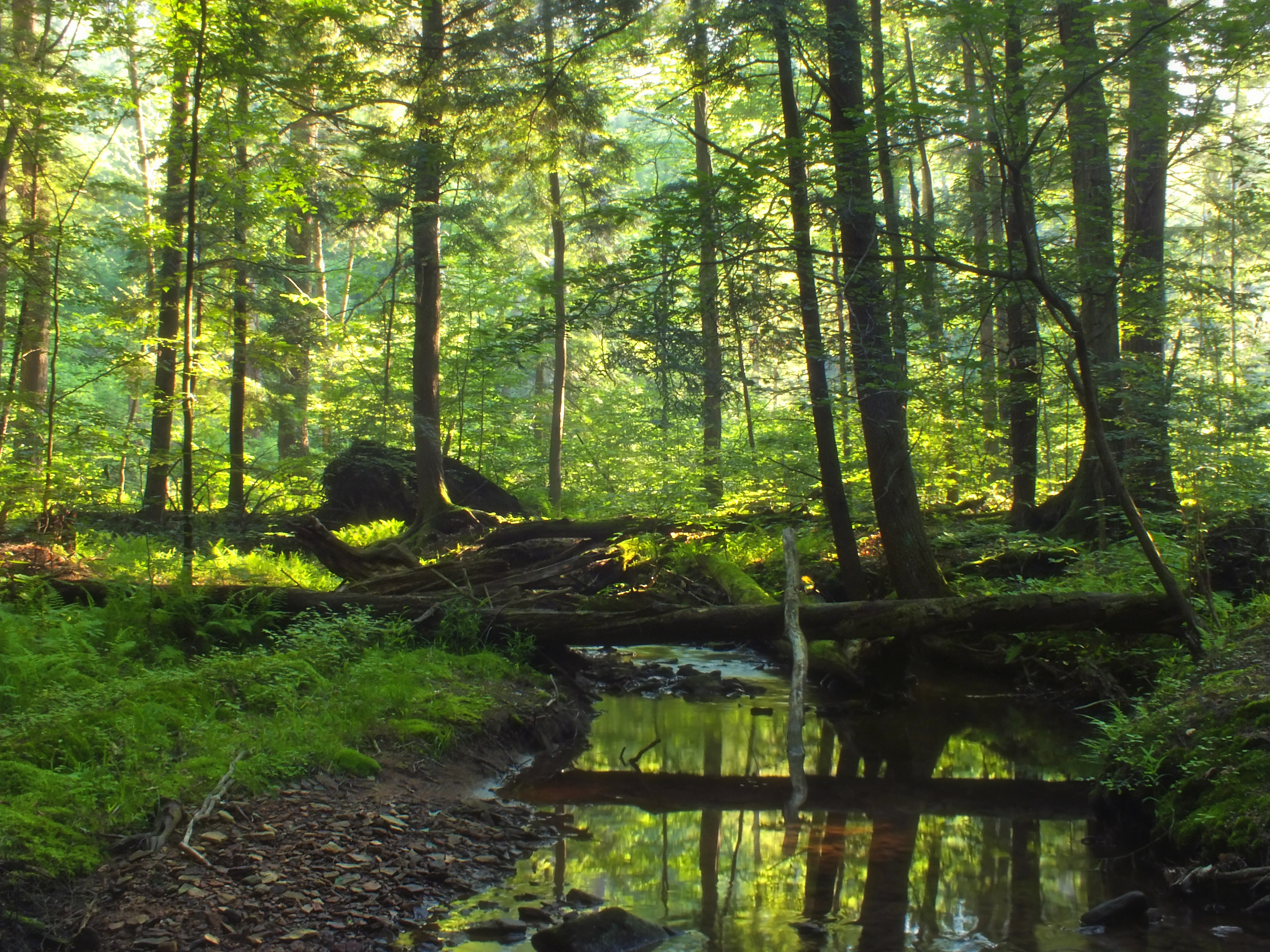
宾夕法尼亚州阿勒格尼国家森林

美国国家森林是美国的一种保护区，属于联邦土地的管辖范围。美国国家森林由巨大的森林、树林组成，以联邦政府的名义为全体美国人所共有，由美国农业部下属的美国国家森林局管辖。
美国境内共拥有154座国家森林，总面积达762,169.48平方千米。它们均由美国农业部下属的美国国家森林局管控。
1891年3月3日，《1891年森林保護法》立法。1891年3月30日，黄石公园林地保护区成为美国设立的第一个国家森林。

## 参見
- 美国国家森林列表